# Ткачик танзанійський
Тка́чик танзанійський (Ploceus reichardi) — вид горобцеподібних птахів ткачикових (Ploceidae). Мешкає в Танзанії і Замбії. Вид названий на честь німецького мандрівника Пауля Рейхарда.

## Опис
Довжина птаха становить 13 см. У самців під час сезону розмноження тім'я і нижня частина тіла темно-оранжеві, верхня частина тіла жовта, на обличчі чорні "маски", очі яскраво-червні. Самці під час негніздового періоду і самиці мають блідіше забарвлення, нижня частина тіла у них жовта або світло-жовта, тім'я і потилиця поцятковані сірими смужками, над очима широкі жовті "брови", плечі смугасті, чорно-жовті.

## Поширення і екологія
Таназійські ткачики локально поширені на південному сході Танзанії та на крайньому північному заході Замбії, в районі озер Танганьїка і Руква. Вони живуть на болотах, в очеретяних заростях на берегах річок і озер та в саванах. Живляться переважно насінням, а також комахами, зокрема термітами. Таназійські ткачики, імовірно, є полігамними, на одного самця припадає кілька самиць. Гніздяться колоніями.